# Paweł Brudek
Paweł Brudek (ur. 12 czerwca 1981 w Nysie) – polski duchowny katolicki, psycholog, dr hab. nauk społecznych, profesor uczelni na Wydziale Nauk Społecznych Katolickiego Uniwersytetu Lubelskiego Jana Pawła II.

## Życiorys
W 2000 wstąpił do Wyższego Międzydiecezjalnego Seminarium Duchownego w Opolu, gdzie w 2006  uzyskał tytuł magistra teologii oraz przyjął święcenia kapłańskie.
W latach 2007–2011 odbył studia magisterskie z zakresu psychologii na Katolickim Uniwersytecie Lubelskim Jana Pawła II. W 2016 obronił doktorat z psychologii w na podstawie pracy pt. Podmiotowe korelaty satysfakcji z małżeństwa osób w okresie późnej dorosłości. W 2023 uzyskał habilitację w zakresie nauk społecznych na podstawie dorobku naukowego i pracy pt. Pomyślne starzenie się: wymiary, czynniki, mechanizmy. Perspektywa teorii gerotranscendencji Larsa Tornstama. Od 2024 jest profesorem uczelni oraz pełni funkcję dyrektora Instytutu Psychologii KUL.
W 2022 ukończył Kurs Psychoterapii Psychodynamicznej na Uniwersytecie Jagiellońskim. W skład jego zainteresowań wchodzą m.in. psychologia starzenia się i starości oraz psychologia małżeństwa i rodziny.

## Wybrane publikacje
- Oblicza starości we współczesnym świecie. T. 1, Perspektywa psychologiczno-medyczna (2015)
- Oblicza starości we współczesnym świecie. T. 2, Perspektywa społeczno-kulturowa (2017)
- Duszpasterstwo młodzieży: od bezradności ku możliwościom (2019)
- Psychologia kliniczna w trosce o godność człowieka. Księga Pamiątkowa dedykowana Profesor Stanisławie Steuden w podziękowaniu za całokształt pracy naukowo-dydaktycznej i Instytucie Psychologii Katolickiego Uniwersytetu Lubelskiego Jana Pawła II (2022)[4]